# 5-й Старокиївський провулок (Житомир)
5-й Старокиївський провулок — провулок в Корольовському районі міста Житомир.

## Розташування
Знаходиться на Смоківці. Бере початок від Київського шосе. Прямує на північний захід. Завершується перехрестям з вулицею Саєнка.

## Історія
Ділянка провулка від вулиці Саєнка до Ставровського проїзду та садибна житлова забудова обабіч цієї ділянки здебільшого сформувалися до Другої світової війни. Станом на 1968 рік провулок сформований; забудова провулка також переважно сформована.
Перша назва провулка — 1-й Смоківський. У 1971 році, після приєднання села Смоківка до меж міста, 1-й Смоківський провулок перейменовано на 5-й Старокиївський.